# Franz Fliri
Franz Fliri (Baumkirchen, 9 febbraio 1918 – Baumkirchen, 15 giugno 2008) è stato un climatologo e geografo austriaco.

## Biografia
Franz Fliri, figlio di un insegnante tirolese e di una famiglia di contadini, studiò storia e geografia per la professione di insegnante fino al 1946 presso l'Università di Innsbruck. Nel 1947 conseguito il dottorato con una tesi sulla geografia demografica della bassa valle dell'Inn. Fliri era inizialmente attivo nella fattoria di famiglia. Dal 1959 lavorò come insegnante presso la Scuola di grammatica episcopale Paulinum di Schwaz. Allo stesso prese l'abilitazione nel 1962 con lo scritto "Wetterlagenkunde von Tirol".
Nel 1964 fu nominato professore associato di geografia presso l'Università di Innsbruck; nel 1967 fu nominato professore ordinario in successione al ricercatore sul clima e al ghiacciaio Hans Kinzl (1898-1979). Dal 1977 al 1979 fu rettore dell'Università di Innsbruck. Nel 1987 andò in pensione.
Fliri fu membro a pieno titolo dell'Accademia delle scienze austriaca (ÖAW) e dell'Accademia Cesarea Leopoldina e membro corrispondente della Società geografica di Francoforte presso l'Università Johann Wolfgang Goethe di Francoforte sul Meno.
Pubblicò numerosi lavori scientifici, in particolare sul Tirolo e sulle Alpi. Il suo lavoro "L'osservazione della neve nelle Alpi" è considerato un'opera fondamentale. Nel 1988 fuonorato con un dottorato onorario dall'Università di risorse naturali e scienze della vita di Vienna (BOKU).

## Opere
- Bevölkerungsgeographische Untersuchungen im Unterinntal, 1948
- Wetterlagenkunde von Tirol, 1962
- Der Bänderton von Baumkirchen (Inntal, Tirol). Eine neue Schlüsselstelle zur Kenntnis der Würm-Vereisung der Alpen, 1970 (gem. mit S. Bortenschlager, H. Felber, W. Heissel, H. Hielscher und, W. Resch)
- Niederschlag und Lufttemperatur im Alpenraum, 1974
- Das Klima der Alpen im Raume von Tirol, 1975
- Statistik und Diagramm, 2. Auflage 1975
- Die Stellung des Bändertonvorkommens von Schabs (Südtirol) in der alpinen Würm-Chronologie, 1978
- Synoptische Klimatographie der Alpen zwischen Mont Blanc und Hohen Tauern, 1984
- Beiträge zur Kenntnis der jüngeren Klimaänderungen in Tirol, 1986
- Die Schottergrube von Albeins bei Brixen, eine neue Schlüsselstelle zur Kenntnis der Chronologie der Würmvereisung in Südtirol, 1988
- Extreme Summen des Niederschlags in Tirol, 1989
- Der Schnee in Nord- und Osttirol 1895–1991, 1992
- Hans Kinzl und die Innsbrucker Schule der Bevölkerungsgeographie, 1996
- Naturchronik von Tirol, Oberpinzgau, Vorarlberg, Trentino, 1998
- Baumkirchen. Heimatkunde eines Dorfes in Tirol, 2. Auflage 1999